# اجم علیچی
اجم علیچی همچنین با نام اجم آلیجی شناخته می شود، (زاده ۱ ژانویه ۱۹۹۴) یک بازیکن والیبال اهل  ترکیه است، که در پست اسپایکر برای تیم ملی و همچنین برای تیم بلدیه اسپور متروپولیتن آیدین بازی می کند.